# 川島広輝
川島 広輝（かわしま ひろき、1980年（昭和55年）3月12日 - ）は、日本の俳優 劇作家 演出家である。東京都出身。

## 人物
東京都出身。劇団扉座俳優養成所修了。梅沢武生劇団、劇団方南ぐみ、劇団マカリスターを経て、2016年、主宰・作・演出・出演する「東京ノ温度」を旗揚げ。
- ビール好きを公言している。Twitterでは「命のビール」とよく呟いている。
- 趣味は野球観戦・読書

## 出演

### テレビドラマ
- 金曜時代劇「人情とどけます」（2003年　NHK）レギュラー
- ドラマ24「2ndハウス」（2006年　テレビ東京）セミレギュラー
- 赤川次郎ミステリー4姉妹探偵団（2008年　テレビ朝日）レギュラー
- まるまるちびまる子ちゃん（2008年　フジテレビ）
- 愛の劇場「スイート10」（2008年　TBS）
- ロスタイムライフ特別編（2008年　フジテレビ）
- 正義の味方（2008年　日本テレビ）
- マッサージ探偵ジョー（2017年　テレビ東京）
- 噂の女（2018年　BSジャパン）

### WEBドラマ
- TOKYO COIN LAUNDRY（2019年　GYAO!）
- SLUG LINE INT THE“探偵事務所”（2021年　イルカ団! ）
- 読むしかできない物語(2023年　NIR IDENTITY＆BOOK／古書みつけ)

### CM
- スカパー！どこでもJリーグLIVEキャンペーン（2012年）
- 武蔵野銀行（2012年）

### MV
- メメタァ「やんなっちゃうよな」（2021年）

### 舞台
- 伊達騒動吉原秘聞（2000年　登別伊達時代村・日本伝統文化劇場）
- 梅沢富美男魅力のすべて（2001年-2002年　梅沢武生劇団／中野サンプラザ他全国公演）
- 梅沢富美男・前川清特別公演（2001年-2002年　梅沢武生劇団／明治座、新歌舞伎座、御園座）
- 梅沢富美男ディナーショー（2001年-2002年　梅沢武生劇団／東京プリンスホテル他）
- 曲がり角の悲劇（2004年　劇団扉座／シアターサンモール　作:横内謙介　演出:茅野イサム）
- 新浄瑠璃百鬼丸（2004年　劇団扉座／紀伊国屋ホール　作演出:横内謙介）
- 第十七ホモ収容所（2005年　劇団方南ぐみ／下北沢・駅前劇場　作演出:樫田正剛）
- 戦火のモラトリアム（2005年　Kido8／池袋小劇場　作演出:篠崎勇己）
- 新・夏の魔球（2006年　全労済ホールスペース・ゼロ　作演出:大塚雅史　主演:ほっしゃん。宮地真緒）
- 男たちよ懺悔しなさい！（2006年　劇団方南ぐみ／エコー劇場　演出:高橋いさを）
- 極道シェイクスピア（2007年　六行会ホール）
- カッコーの巣の上を（2007年　野良猫救済プロジェクト／新宿サニーサイドシアター）
- クリスマス・ラブダンディ（2007年　劇団虎のこ／シアターVアカサカ　作演出:金子裕）
- ロックオイル砦の決闘（2008年　SSTプロデュース／新宿サニーサイドシアター）
- どんずまり…（2008年　私立だるまセブン／シアターモリエール　作演出:樫田正剛　主演:川平慈英）
- 月下美人（2008年　吉祥寺ber drop他）
- あたっくNo.1（2009年　方南ぐみ／東京芸術劇場中ホール　作演出:樫田正剛　主演:青柳翔、JSoulBrothers）
- ジェニファー（2009年　演劇集団スプートニク／中野ザ・ポケット　演出:中村公平）
- 悪魔のセバスチャンと天才演出家（2009年　劇団虎のこ／笹塚ファクトリー　作演出:金子裕）
- 幻の愛妻（2010年　北区内田康夫ミステリー文学賞特別公演／北とぴあさくらホール）
- 北村メーカー（2010年　劇団虎のこ／ギャラリールデコ　作演出:金子裕）
- 悪魔のセバスチャンといきおくれた花嫁（2010年　劇団虎のこ／中野BONBON　作演出:金子裕）
- Bark in the bar2（2011年　ザッパー熱風隊／コパスティックカフェ　作演出:井上テテ）
- グッドモーニング・ブルーバード（2011年　PQR／中野ザ・ポケット　作演出:大塚雅史　主演:宮地真緒）
- SUBWAY TO VENUS（2011年　ザッパー熱風隊／ワーサルシアター　作演出:井上テテ）
- 新宿ラブプリティ（2011年　劇団虎のこ／シアターモリエール　作演出:金子裕）
- 神隠し異聞「王子路考」（2012年　北区内田康夫ミステリー文学賞特別公演／北とぴあさくらホール）
- 和・ラビアンナイト（2012年　レビューカンパニーサルメ／築地ブティストホール　作演出:色羽紫）
- バカでくそったれな愛しき演劇は板の上で雪のように（2012年　女々／千本桜ホール 作演出:金沢知樹）
- バリスタ物語　3万円ゲーム（2012年　IRONBANK／CafeFLAT　作演出:井上テテ）
- メタルサプライズ（2012年　IRONBANK／CafeFLAT　作演出:井上テテ）
- バリスタ物語　ラストダンスをお前に（2012年　IRONBANK／CafeFLAT　作演出:井上テテ）
- 同窓会ディスコ（2012年　IRONBANK／CafeFLAT　作演出:井上テテ）
- バリスタ物語　あの中指へし折ってやろうか（2012年　IRONBANK／CafeFLAT　作演出:井上テテ）
- 魔法少女はミュージカルがお好き（2012年　IRONBANK／CafeFLAT　作演出:井上テテ）
- 返り咲きリビングデッド（2013年　IRONBANK／エコー劇場　作演出:井上テテ）
- メタルサプライズ再炎（2013年　IRONBANK／CafeFLAT　作演出:井上テテ）
- 魔法少女はミュージカルがお好き再宴（2013年　IRONBANK／CafeFLAT　作演出:井上テテ）
- 帰って来たWEDDINGHELL（2013年　レビューカンパニーサルメ／ギャラリーK　作演出:色羽紫）
- 愛の戦士アイアンファンク（2013年　IRONBANK／CafeFLAT　作演出:井上テテ）
- MessengerBlues（2013年　たいしゅう小説家／萬劇場　作演出:林邦應）
- サイケデリックフレネミー（2013年　IRONBANK／CafeFLAT　作演出:井上テテ）
- SUMMER TIME RHAPSODY 2013（2013年　IOH／シアター711　作演出:林邦應）
- 特殊清掃GO!GO!GO!（ゲスト出演）（2013年　FunnyFarm／ウッディシアター中目黒　作演出:井上テテ）
- 文藝のフュージョン（2013年　IRONBANK／恵比寿Fugeez　作演出:井上テテ）
- 生贄のクラシック（2013年　IRONBANK／恵比寿Fugeez　作演出:井上テテ）
- バリスタ物語劇場版　歳末ハードコアセール（2013年　たいしゅう小説家／萬劇場　作演出:井上テテ）
- 最後のヘルパー（2014年　北区内田康夫ミステリー文学賞特別公演／北とぴあさくらホール）
- ハチャメッチャストーリー（2014年　劇団K助／中野ザ・ポケット　作演出:金沢知樹）
- BEAUTY&GHOST? 美女と亡霊（2014年　レビューカンパニーサルメ／築地ブティストホール　作演出:色羽紫）
- バディ・バディ・バディ・バディ（2014年　ProjectDREAMER／相鉄本多劇場　主演:田名部生来（AKB48））
- わびらいぶ（2014年　IRONBANK／西新宿ILOVETOKYO　作演出:井上テテ）
- 川島広輝主演ライブ　ずもらいぶ（2014年  IRONBANK／西新宿ILOVETOKYO　作演出:井上テテ）
- RainyBlue（2015年　ProjectDREAMER／戸野廣浩司記念劇場）
- SunsetMoon-茜色の刻-（2015年　ProjectDREAMER／下北沢シアター711）
- スト☆ロボII 拝啓童話の中から（2015年　liberta／浅草シノハラホール）
- いいひとバスターズ（2015年　劇団マカリスター／下北沢シアター711　作演出:井上テテ）
- WHITE TIME（2015年　劇団居酒屋ベースボール／下北沢GEKI地下リバティ　作:えのもとぐりむ　演出:私オム）
- ピンポンパーティ（2015年 ILoVU／渋谷WWW　作演出:井上テテ）
- チューチューストロベリー（2016年 劇団東京ゆめもぐら／北池袋新生館シアター　作演出:野村）
- 隣はラジカル（2016年 演劇集団Z-Lion／中野ザ・ポケット 作:井上テテ　演出:粟島瑞丸）
- 変幻拍士（2016年　劇団マカリスター／下北沢シアター711　作演出:井上テテ）
- ひゃっきやこう（2016年　東京ノ温度／新大久保ホボホボ　作演出:川島広輝）
- 僕∈∈君（僕は君にぞくぞくする）（2016年　劇団マカリスター／下北沢シアター711　作演出:井上テテ）
- ありすとてれす ぼうねんかい（2016年　東京ノ温度／新大久保ホボホボ　作演出:川島広輝）
- ありすとてれす しんねんかい（2017年　東京ノ温度／新大久保ホボホボ　作演出:川島広輝）
- おずわるど（2017年　東京ノ温度／新大久保ホボホボ　作演出:川島広輝）
- まなつぼし（2017年　東京ノ温度／新大久保ホボホボ　作演出:川島広輝）
- フクロウガスム（2017年　team Genius bibi／池袋シアターグリーンBIG TREE Theater 作:えのもとぐりむ　演出:私オム）
- ひゃっきやぎょう（2017年　東京ノ温度／新大久保ホボホボ　作演出:川島広輝）
- 同窓会ディスコ（2018年　劇団マカリスター／下北沢シアター711　作演出:井上テテ）
- しゃーろきあん（2018年　東京ノ温度／新大久保ホボホボ　作演出:川島広輝）
- しゃーろっきあん（2018年　東京ノ温度／新大久保ホボホボ　作演出:川島広輝）
- 解釈のジレンマ（2018年　劇団マカリスター／下北沢シアター711　作演出:井上テテ）
- はいむすめ（2018年　東京ノ温度／大塚ドリームシアター　作演出:川島広輝）
- うえんでぃーず（2019年　東京ノ温度／赤坂CHANCEシアター　作演出:川島広輝）
- 危険なララバイ（2019年　劇団マカリスター／下北沢シアター711　作演出:井上テテ）
- Chick-flick!!“Capeshit!” ＆ “For a song!”（2019年　イルカ団！／中目黒ウッディシアター　作演出:小林ヒデタケ）
- ぐりむさん～やーこぷさん～（2019年　東京ノ温度／Nakano f　作演出:川島広輝）
- ぐりむさん～ゔぃるへるむさん～（2019年　東京ノ温度／Nakano f　作演出:川島広輝）
- かかりがかり（2020年　劇団マカリスター／下北沢シアター711　作演出:井上テテ）
- GRAND GUIGNOL “La Machine”（2020年　イルカ団！／新宿シアターブラッツ　作演出:小林ヒデタケ）
- えんでれす（2020年　東京ノ温度／Nakano f　作演出:川島広輝）
- ころぬのころ（2020年　東京ノ温度／Nakano f　作演出:川島広輝）
- ARSÈNE LUPIN 4e “la BLONDE -金髪婦人- ”（2021年　イルカ団！／中目黒ウッディシアター　作演出:小林ヒデタケ）
- ころぬのころに（2021年　東京ノ温度／Nakano f　作演出:川島広輝）
- ありすとてれす ぼうねんかい／しんねんかい（2021年　東京ノ温度／プーク人形劇場　作演出:川島広輝）
- ころぬのころ　さんしいご（2021年　東京ノ温度／Nakano f　作演出:川島広輝）
- NEW ROMANTIC ”HABITABLE ZONE!“（2022年　イルカ団!!／シアターKASSAI　作:小林ヒデタケ 演出:渡辺隼斗）
- おずわるど（2022年　東京ノ温度／下北沢・小劇場B1　作演出:川島広輝）
- まなつぼし（2022年　東京ノ温度／サンモールスタジオ　作演出:川島広輝）
- ARSÈNE LUPIN『en Prison!!』（2023年　イルカ団!!／上野ストアハウス　作:小林ヒデタケ 演出:渡辺隼斗）
- ぴのっきお（2023年　東京ノ温度／Nakano f　作演出:川島広輝）
- はいむすめ（2023年　東京ノ温度／サンモールスタジオ　作演出:川島広輝）
- うえんでぃーず（2023年　東京ノ温度／サンモールスタジオ　作演出:川島広輝）
- いーはとーゔぉ（2024年　東京ノ温度／新宿眼科画廊　作演出:川島広輝）
- a Novel 文書く show (2024年　演劇集団Z-Lion／俳優座劇場 作演出:粟島瑞丸)
- あくたがわさん（2024年　東京ノ温度／「劇」小劇場　作演出:川島広輝）[3]

### 劇作・演出
- ひゃっきやこう（2016年　東京ノ温度／新大久保ホボホボ）
- ありすとてれす ぼうねんかい（2016年　東京ノ温度／新大久保ホボホボ）
- ありすとてれす しんねんかい（2017年　東京ノ温度／新大久保ホボホボ）
- おずわるど（2017年　東京ノ温度／新大久保ホボホボ）
- まなつぼし（2017年　東京ノ温度／新大久保ホボホボ）
- ひゃっきやぎょう（2017年　東京ノ温度／新大久保ホボホボ）
- しゃーろきあん（2018年　東京ノ温度／新大久保ホボホボ）
- しゃーろっきあん（2018年　東京ノ温度／新大久保ホボホボ）
- はいむすめ（2018年　東京ノ温度／大塚ドリームシアター）
- うえんでぃーず（2019年　東京ノ温度／赤坂CHANCEシアター）
- ぐりむさん～やーこぷさん～（2019年　東京ノ温度／Nakano f）
- ぐりむさん～ゔぃるへるむさん～（2019年　東京ノ温度／Nakano f）
- えんでれす／ころぬのころ（2020年　東京ノ温度／Nakano f）
- ころぬのこと／ころぬのころに（2021年　東京ノ温度／Nakano f）
- ありすとてれす ぼうねんかい／しんねんかい（2021年　東京ノ温度／プーク人形劇場）
- ころぬのことは／ころぬのころ さんしいご（2021年　東京ノ温度／Nakano f）
- おずわるど（2022年　東京ノ温度／下北沢・小劇場B1）
- アオハレ（2022年　ハニカム.アクターズ／ティアラこうとう小ホール）
- まなつぼし（2022年　東京ノ温度／サンモールスタジオ）
- ぴのっきお（2023年　東京ノ温度／Nakano f）
- はいむすめ（2023年　東京ノ温度／サンモールスタジオ）
- アオハレ2023（2023年　ハニカム.アクターズ／ティアラこうとう小ホール）
- うえんでぃーず（2023年　東京ノ温度／サンモールスタジオ）
- いーはとーゔぉ（2024年　東京ノ温度／新宿眼科画廊）
- あくたがわさん（2024年　東京ノ温度／「劇」小劇場）[3]
- わたしのおはなし（2025年　東京ノ温度／新宿眼科画廊）